# 莫利納 (科羅拉多州)
莫利納（英語：Molina）是位於美國科羅拉多州梅薩縣的一個非建制地區。該地的面積和人口皆未知。

## 地理
莫利納的座標為38°11′20″N 108°03′37″W / 38.18889°N 108.06028°W，而該地的平均海拔高度為1710米（即5610英尺）。